# Веселе (Курська область)
Веселе (рос. Веселое) — село в Глушковському районі Курської області Російської Федерації.
Населення становить 757 осіб. Входить до складу муніципального утворення Веселівська сільрада.

## Історія
Село вперше згадується у 1743 році
Населений пункт розташований на території українського етнічного та культурного краю Східна Слобожанщина.
Від 2004 року входить до складу муніципального утворення Веселівська сільрада.

## Населення
| 2002 | 2010 |
| ---- | ---- |
| 890  | ↘757 |